# Uniform Memory Access
Uniform Memory Access - jeden z rodzajów systemu wieloprocesorowego, wspólna pamięć i peryferia dla wszystkich procesorów, każdy procesor może mieć własną pamięć Cache.